# Earl (Oklahoma)
Pour les articles homonymes, voir Earl.
Earl est une census-designated place du comté de Johnston, dans l'État d'Oklahoma, aux États-Unis. En 2020, elle compte une population de 44 habitants.